# William L. Borden
William Liscum Borden (1920, Washington, DC — 1985 (65 anos)) Watertown, Nova York, foi um advogado americano. Como diretor executivo do "United States Congressional Joint Committee on Atomic Energy" de 1949 a 1953, ele se tornou uma das pessoas mais poderosas na defesa do desenvolvimento de armas nucleares no governo dos Estados Unidos. Borden é mais conhecido por ter escrito uma carta acusando o físico J. Robert Oppenheimer de ser um agente da União Soviética, uma acusação que levou à audiência de segurança de Oppenheimer em 1954.

## Início da vida, faculdade e serviço militar
Borden nasceu em Washington, DC, em 1920, e cresceu na cidade. Seu pai serviu no Corpo Médico do Exército e tornou-se presidente da Sociedade Médica do Distrito de Columbia, enquanto sua mãe era conhecida por seu caráter correto. A família tinha uma tradição militar, e o nome do meio de Borden veio de um parente, o coronel Emerson H. Liscum, que havia caído na Rebelião dos Boxers.
Criado em circunstâncias ricas, Borden frequentou a St. Albans School particular em Washington, onde se formou em 1938.
Borden foi para Yale College, onde se encaixou no ambiente rico e clubby da Ivy League pré-guerra. Ele foi presidente da União Política de Yale e pertencia ao clube elisabetano de mentalidade literária. Borden nesta época foi descrito pelo autor Richard Rhodes como "brilhante, ardente e utópico". Ele foi editor do Yale Daily News e as colunas que escreveu para esse jornal refletiam sua mudança gradual do tradicional isolacionismo americano para o intervencionismo, uma evolução no pensamento comum entre seus contemporâneos. Sua conversão se completou pouco antes do ataque japonês a Pearl Harbor.
Ganhando um diploma de bacharel, Borden se formou em Yale em 1942, classificando-se como primeiro de sua classe. Ele se casou com Georgia Inglehart, uma professora que se formou no Smith College, em junho de 1942. Eles teriam dois filhos.
Borden se alistou nas Forças Aéreas do Exército dos Estados Unidos em julho de 1942, logo após a formatura e o casamento, e se ofereceu para treinar como piloto de bombardeiro. Tornou-se piloto do Consolidated B-24 Liberator, baseado na Inglaterra com a Oitava Força Aérea. Ele voou trinta missões lá, se voluntariando para o serviço com uma unidade, o 856º Esquadrão de Bombardeio do 492º Grupo de Bombardeio, que fazia parte da Operação Carpetbagger e estava baseado na Estação 179 da USAAF na RAF Harrington. Como parte dessas operações, Borden voou B-24s especialmente equipados à noite sobre a Alemanha e a Europa Ocidental ocupada pelos nazistas, lançando espiões de pára-quedas e equipes de sabotadores de Jedburgh, bem como suprimentos para grupos de resistência. Tendo completado seu período de serviço, Borden foi dispensado do serviço militar em 1945.
Dois desenvolvimentos tecnológicos durante a guerra afetaram muito o pensamento de Borden. Um deles ocorreu em novembro de 1944: enquanto voltava de uma missão noturna sobre a Holanda depois de deixar suprimentos para a resistência holandesa, ele viu um foguete alemão V-2 voando a caminho de atacar Londres. "Parecia um meteoro, lançando faíscas vermelhas e passando zunindo por nós como se a aeronave estivesse imóvel... Fiquei convencido de que era apenas uma questão de tempo até que os foguetes exponham os Estados Unidos a um ataque transoceânico direto". A outra foi em agosto de 1945, ao saber dos bombardeios atômicos do Japão, que ele disse ter tido um "efeito galvânico" sobre ele.

## Faculdade de Direito e autor de livros
Enquanto esperava para começar na Yale Law School, Borden começou a trabalhar em um livro sobre as implicações das novas armas na segurança nacional. A mensagem urgente do volume – não haverá tempo – refletiria a perspectiva de Borden. A realização desta ambiciosa tarefa refletiu a capacidade de Borden para o pensamento independente e sua capacidade de escrever com clareza.
O livro "There Will Be No Time: The Revolution in Strategy" foi publicado em novembro de 1946 pela Macmillan. O tom do livro era geralmente estridente em seu apelo para uma mudança total na visão estratégica americana. Borden postulou que a guerra era inevitável e o uso da nova arma atômica nas guerras também era inevitável. Além disso, era muito provável que tal guerra acontecesse e aconteceria em um futuro bem próximo. Os ataques ocorreriam rapidamente e à distância, e assim os exércitos terrestres não desempenhariam um papel e nem as cidades e a indústria importariam muito. Em vez disso, era provável uma troca furiosa de ataques de força contrária contra as bases nucleares do outro lado. Assim, argumentava o livro, os Estados Unidos precisavam dedicar como sua mais alta prioridade o desenvolvimento de forças para ataques e contra-ataques atômicos rápidos baseados em foguetes. A única alternativa que Borden viu para essa perspectiva sombria foi a formação de um governo mundial.
O livro foi um dos primeiros a aparecer sobre o tema da estratégia de armas nucleares. Ele ganhou alguma atenção na época, incluindo uma avaliação respeitosa no The New York Times Book Review e uma suposta narrativa da Terceira Guerra Mundial baseada nele no The Boston Globe. Vendeu um número modesto de cópias.
Borden então se formou na faculdade de direito em setembro de 1947, após o que voltou para casa em Washington. Lá ele inicialmente conseguiu um emprego no Departamento de Justiça dos Estados Unidos, trabalhando como advogado em seu Escritório de Propriedade Estrangeira.

## Funcionário do Congresso
Em 1947, no contexto da crescente Guerra Fria contra a União Soviética e seu líder Joseph Stalin, Borden e dois colegas de Yale redigiram o chamado "Documento Inflamatório", que defendia uma abordagem muito agressiva da política externa enquanto os Estados Unidos ainda detinha o monopólio nuclear e convocou o presidente Harry S. Truman a emitir um ultimato nuclear à União Soviética: "Deixe Stalin decidir: guerra atômica ou paz atômica." Borden chamou a atenção do senador dos EUA de Connecticut, Brien McMahon, que era um membro proeminente do Comitê Conjunto do Congresso dos Estados Unidos sobre Energia Atômica (JCAE) e sob cuja égide anterior a Lei de Energia Atômica de 1946 foi aprovada. (Os relatos divergem sobre se o Documento Inflamatório foi publicado como um anúncio que McMahon viu, ou se uma carta contendo o documento foi enviada diretamente para McMahon, ou se foi realmente o livro de Borden que McMahon viu e gostou. McMahon também era vizinho dos pais de Borden.)
Borden foi inicialmente contratado em agosto de 1948 como secretário legislativo do senador de Connecticut. Ele tinha apenas 28 anos na época.Então, depois que os democratas recuperaram o controle nas eleições para o Senado dos Estados Unidos em 1948, McMahon tornou-se presidente do JCAE quando o novo Congresso foi formado em janeiro de 1949, e Borden tornou-se diretor executivo do comitê na época. Nessa função, ele tinha cerca de vinte funcionários trabalhando com ele.
A equipe do JCAE desenvolveu relacionamentos contínuos com o pessoal da Comissão de Energia Atômica (AEC) de operações de linha em Washington e em outros lugares e, como consequência, alguns membros da equipe tornaram-se mais informados sobre tais aspectos da AEC do que os próprios comissários da AEC. Borden foi um membro da equipe especialmente influente e poderoso a esse respeito, em particular porque McMahon frequentemente confiava em sua equipe para dominar detalhes específicos da legislação e política e Borden era inteligente e cheio de energia. Borden frequentemente redigiu cartas que saíram sob o nome de McMahon.(A retórica de Borden tendia para o superaquecido, porém, e às vezes McMahon optou por não enviar uma carta.) No geral, Borden trabalhou para tornar o comitê mais eficaz na determinação da política.
Devido aos requisitos de sigilo, o tamanho real do estoque de armas atômicas americanas no final da década de 1940 foi um assunto de grande confusão e incerteza dentro do governo dos EUA, com os membros do JCAE não sabendo e muitas vezes não querendo saber. Ao ingressar no JCAE, Borden foi capaz de adivinhar aproximadamente o tamanho do estoque e ficou perturbado com o quão poucas armas atômicas os Estados Unidos realmente possuíam. Assim, ele pediu um rápido aumento na fabricação de armas atômicas e a criação de outro complexo de produção nuclear na escala de Hanford Site. Isso se encaixa com sua visão do futuro em que não haveria chance de construir mais armas uma vez que a guerra começasse.
O primeiro teste de bomba atômica pela União Soviética em agosto de 1949 veio mais cedo do que o esperado pelos americanos e, como Borden posteriormente descreveu, deixou o JCAE em um estado de "tremendo choque". Nos meses seguintes, houve um intenso debate dentro do governo dos EUA, militares e comunidades científicas sobre a possibilidade de prosseguir com o desenvolvimento da bomba de hidrogênio muito mais poderosa, então conhecida como "a Super". Borden influenciou McMahon a apoiar o desenvolvimento do Super, mesmo que sua utilidade militar ainda não estivesse clara. A oposição à nova arma foi liderada pelo Comitê Consultivo Geral da AEC (GAC), presidido pelo físico J. Robert Oppenheimer, que emitiu um relatório contra ela. Borden redigiu uma carta de 5.000 palavras sob o nome de McMahon que atacava o relatório do GAC por incorporar "lógica falsa e inspirada no horror". Ao longo deste período, o JCAE colocou pressão consistente sobre Truman para apoiar o prosseguimento de um programa urgente para construir o Super, e Borden e McMahon, junto com o comissário da AEC Lewis Strauss e o físico Edward Teller, foram os principais defensores desse curso de ação.
O Superdebate foi decidido em 31 de janeiro de 1950, quando Truman deu a ordem para avançar com a nova arma. Mas mesmo após a decisão de Truman, o sucesso não foi garantido; como o trabalho para construir a bomba H atingiu problemas técnicos e limites de recursos, Teller apelou com sucesso a Borden e McMahon para adicionar apoio do Congresso ao esforço. Borden também pressionou para que a AEC contratasse pessoas que eram a favor da construção da bomba H, reduzindo assim a influência dentro daquela organização daqueles que se opunham à decisão de Truman.
A visão final de Borden sobre a melhor arma para sua guerra inevitável foi ainda mais longe, sendo a de uma aeronave movida a energia nuclear transportando armas termonucleares. Em seu papel na JCAE, Borden se envolveu durante 1951-52 em correspondência considerável com funcionários sobre o programa de propulsão nuclear de aeronaves dos EUA e o trabalho que a General Electric estava fazendo para isso. A primeira vez que Borden conheceu Oppenheimer pessoalmente foi em uma reunião do GAC, onde o físico estava menosprezando a ideia de um bombardeiro movido a energia nuclear.
Em qualquer caso, nas palavras da história oficial da AEC, Borden havia se tornado "um dos porta-vozes mais poderosos e eficazes para armas nucleares no estabelecimento de energia atômica". Borden recebeu uma quantidade modesta de atenção da imprensa durante esse período, como em março de 1952, quando foi apontado por ter alcançado uma influência considerável em Washington aos trinta e dois anos.
Em julho de 1952, McMahon morreu após uma curta doença. Nas eleições para o Senado dos Estados Unidos em 1952, os republicanos recuperaram o controle da câmara e do comitê. Esses dois fatores levaram a um declínio na influência de Borden, mas Borden sentiu que o fardo de manter a pressão sobre o desenvolvimento de armas nucleares havia caído sobre ele. Embora Borden simpatizasse com alguns aspectos da Operação Sinceridade, um impulso do novo governo Eisenhower para ser mais aberto com o público americano sobre questões de armas nucleares, Borden não queria que nenhuma informação tornada pública que pudesse ajudar os soviéticos em seus esforços nucleares.
A situação de Borden piorou após um incidente em janeiro de 1953, onde o físico John A. Wheeler, que estava trabalhando em uma cronologia da bomba H encomendada por Borden, perdeu um documento altamente sensível em um trem noturno. Borden foi considerado às vezes negligente com os procedimentos de segurança para começar, e ele foi considerado a pessoa mais responsável por esta violação de segurança. O presidente Dwight D. Eisenhower ficou furioso e o vice-presidente Richard M. Nixon queria que Borden e sua equipe fossem investigados. O presidente da AEC, Gordon Dean, estava ansioso para diminuir o poder do JCAE e usou o incidente do Wheeler como uma alavanca para empurrar Borden para fora. No final de maio de 1953, Borden havia saído do JCAE.

## A carta de Oppenheimer
Logo depois de deixar seu cargo no Congresso, Borden entrou na indústria privada, trabalhando para a Westinghouse Electric Corporation em Pittsburgh como assistente do gerente de sua divisão civil de energia atômica. Lá ele trabalhou no planejamento e coordenação de tarefas para a divisão.
Mas ele manteve o foco em um assunto.
A Operação Sinceridade surgiu do trabalho do Painel de Consultores sobre Desarmamento do Departamento de Estado, presidido por Oppenheimer. Oppenheimer também resistiu ao estabelecimento de um segundo laboratório de armas nucleares, que se tornou o Laboratório Nacional Lawrence Livermore. E embora Truman tivesse tomado a decisão em janeiro de 1950 de prosseguir com o programa da bomba de hidrogênio, isso não foi o fim: nos anos seguintes, os oponentes dessa decisão fizeram um esforço burocrático contra o teste do H -bomba e contra vários cenários para sua produção e uso. E um líder entre esses oponentes em muitos desses esforços foi Oppenheimer, como ele havia sido em sua oposição inicial à arma.
A preocupação com a lealdade de Oppenheimer já existia em certos círculos. Os antecedentes pessoais de Oppenheimer e de pessoas com quem ele era relacionado continham elementos relativos à afiliação com organizações comunistas que poderiam levantar suspeitas, e Oppenheimer havia sido evasivo em algumas respostas anteriores sobre questões de segurança. Além disso, Oppenheimer fez inimigos ao longo do caminho por suas posições sobre questões de política nuclear; esses inimigos incluíam oficiais de alto escalão da Força Aérea dos Estados Unidos e, acima de tudo, Strauss. Borden passou seus últimos meses com o JCAE olhando repetidamente para o arquivo de segurança de Oppenheimer e repassando as ações do físico e seu passado. Mas ninguém mais se opôs a Oppenheimer estava disposto a realmente forçar a questão em relação à sua lealdade; em uma longa carta de 7 de novembro de 1953 enviada ao diretor do FBI J. Edgar Hoover, o agora cidadão privado Borden fez exatamente isso:
"O objetivo desta carta é declarar minha própria opinião exaustivamente considerada, baseada em anos de estudo, das evidências classificadas disponíveis de que provavelmente J. Robert Oppenheimer é um agente da União Soviética".
Borden não forneceu com sua carta muitas evidências convincentes, e a alegação era fundamentalmente improvável. A carta de Borden foi levada a sério dentro do governo Eisenhower - embora Eisenhower nunca tenha acreditado exatamente nas acusações - devido à posição anterior de Borden, suas contínuas conexões no Congresso e sua habilidade com a linguagem. Eisenhower ordenou que uma "parede em branco" fosse colocada entre Oppenheimer e todo o trabalho relacionado à defesa e logo o AEC iniciou o processo que se tornaria a audiência de segurança de Oppenheimer de abril a maio de 1954.
Borden testemunharia contra Oppenheimer nessas audiências. Mas ele não conseguiu seu desejo de atuar como promotor deles ou ser capaz de desafiar diretamente Oppenheimer com acusações de traição. Mesmo Gordon Gray, que presidiu o conselho que conduziu a audiência, pensou que as alegações de Borden eram extremas. No final, o conselho decidiu contra Oppenheimer e a capacidade do físico de ter uma habilitação de segurança foi revogada. O resultado quebrou o ânimo de Oppenheimer e seus colegas disseram que ele nunca mais foi o mesmo. A amargura entre os participantes a favor e contra duraria anos, e o caso tornou-se celebrado - especialmente após a divulgação das transcrições da audiência em junho de 1954 - resultando em reverberações contínuas do que havia ocorrido nos domínios político, científico e até artístico americano.
As ações contra Oppenheimer foram frequentemente associadas ao macarthismo da época. Mas Borden, cuja carta desencadeou essas ações, era um inimigo de Joseph McCarthy, não um apoiador. Suas mentalidades eram diferentes, já que Borden não havia agido no calor do momento; ele agonizou com isso, dizendo a um amigo alguns meses depois que não poderia ter vivido consigo mesmo se não tivesse enviado a carta. E enquanto o republicano McCarthy incorporava uma certa tensão de isolacionismo, Borden era um democrata liberal intervencionista e anticomunista. Na verdade, Borden era um membro entusiasmado do conselho do Experiment in International Living, que promovia estadias em casa de intercâmbio entre estudantes americanos e europeus. No entanto, o espectro de McCarthy encenar um ataque público a Oppenheimer, que para o público americano era o mais famoso de todos os cientistas associados a armas nucleares, é parte do que levou o governo Eisenhower a tomar as medidas que tomou contra Oppenheimer. (A questão das associações anteriores de Oppenheimer com organizações comunistas continuaria a ser explorada por muitos anos depois, mas mesmo os historiadores que acreditam que essas associações eram mais fortes do que Oppenheimer deixou transparecer não acreditam que ele estava agindo como um agente da União Soviética.)

## Consequências e carreira posterior
Borden tem sido frequentemente castigado por seu papel no caso Oppenheimer, mesmo com sua importância anterior diminuída; um escritor da revista Commentary afirmou que Borden era "pouco conhecido na época e pouco conhecido na história". O historiador Rhodes não vai tão longe, mas escreve que quando o processo de Oppenheimer terminou, Borden "deixou a sala de audiência e desapareceu na história".
Sua personalidade também passou por dura avaliação. Os biógrafos de Oppenheimer, Kai Bird e Martin J. Sherwin, caracterizaram Borden como pertencente a um grupo de pessoas com "mentes conspiratórias" e que Borden estava "obcecado com a ameaça soviética e a necessidade de enfrentá-la com força nuclear". Um físico que o conheceu em 1952 escreveu mais tarde: "Borden era como um cachorro novo no quarteirão que latia mais alto e mordia com mais força do que os cachorros velhos. Para onde quer que olhasse, ele via conspirações para desacelerar ou atrapalhar o desenvolvimento de armas nos Estados Unidos". Borden era geralmente considerado um fanático; de fato, o conselheiro de segurança nacional e acadêmico McGeorge Bundy descreveu Borden como alguém "a quem é moderado chamar de zeloso".
O caso Oppenheimer tem sido frequentemente visto como uma tragédia moderna. E Borden é considerado uma das figuras trágicas dentro dela, embora tudo devido a suas próprias ações. A carreira de Borden foi claramente afetada como resultado de seu papel no caso Oppenheimer, especialmente depois que o papel que sua carta desempenhou tornou-se de conhecimento público em junho de 1954. Ele era visto como uma figura imprudente que havia feito uma acusação extrema, e sua vida daquele ponto em diante foi irreversivelmente marcada pelo que ele havia feito. Em particular, quando os democratas ganharam novamente o controle da Casa Branca após a eleição presidencial dos Estados Unidos em 1960, a chance de Borden conseguir um emprego na nova administração Kennedy foi bloqueada devido ao seu papel no caso Oppenheimer. Na verdade, ele nunca mais teria influência política na capital do país.
Por muitos anos, Borden continuou a trabalhar como executivo na Westinghouse Electric, tornando-se vice-presidente de sua divisão internacional em 1965. Ele deixou a empresa em 1971 e começou a trabalhar como consultor de negócios por conta própria em Washington. No início da década de 1980, Borden exercia a advocacia com sucesso em um consultório particular em Washington. Ele era um membro do Metropolitan Club lá. Ele teria dito que em sua vida atual, quase nunca pensou sobre o assunto da guerra nuclear. No entanto, em retrospecto, ele viu o caso Oppenheimer como tendo um efeito positivo, pois as pessoas começaram a tratar os cientistas com menos reverência.
Em 8 de outubro de 1985, Borden morreu aos 65 anos em um hospital em Watertown, Nova York, perto de sua casa de verão em Chaumont, Nova York, após sofrer um ataque cardíaco.
Alguns tratamentos de Borden foram menos severos. O estudioso Warner R. Schilling, que entrevistou Borden em 1956, mas cujas observações não foram publicadas até seis décadas depois, considerou Borden agradável e útil - "ao contrário da minha expectativa, [ele] deu toda a impressão de maturidade emocional e clareza intelectual" - e classificou a entrevista de Borden entre as mais perspicazes das sessenta e seis que ele conduziu de todos os principais participantes na decisão sobre a bomba H de 1949–50. A biógrafa de Oppenheimer, Priscilla J. McMillan, pintou um retrato pelo menos parcialmente simpático dos traços de caráter de Borden, embora esses traços fossem parte do que eventualmente o levou a escrever a carta de Oppenheimer. O historiador Gregg Herken levou a sério o livro There Will Be No Time de Borden, comparando-o com os trabalhos do estrategista nuclear muito mais conhecido Bernard Brodie. E o historiador Barton J. Bernstein escreveu que "Embora as suspeitas e medos de Borden pareçam exagerados para uma geração posterior, eles não eram incomuns entre os funcionários e conselheiros do governo na década de 1950".

## Na mídia
Borden é interpretado por Ray Charleson na minissérie da BBC de 1980, Oppenheimer. Ele é interpretado por David Dastmalchian no filme de Christopher Nolan de 2023, Oppenheimer.